# Belagerung von Koblenz (1688)
Philippsburg – Koblenz – Walcourt – Bantry Bay – Mainz – Bonn – Fleurus – Beachy Head – Boyne – Staffarda – Québec – Mons – Cuneo – Leuze – Aughrim – Barfleur/La Hougue – Namur 1 – Steenkerke – Lagos – Neerwinden – Marsaglia – Charleroi – Torroella – Camaret – Texel – Sant Esteve d'en Bas – Gerona – Dixmuyen – Namur 2 – Brüssel –  Ath – Cartagena – Barcelona

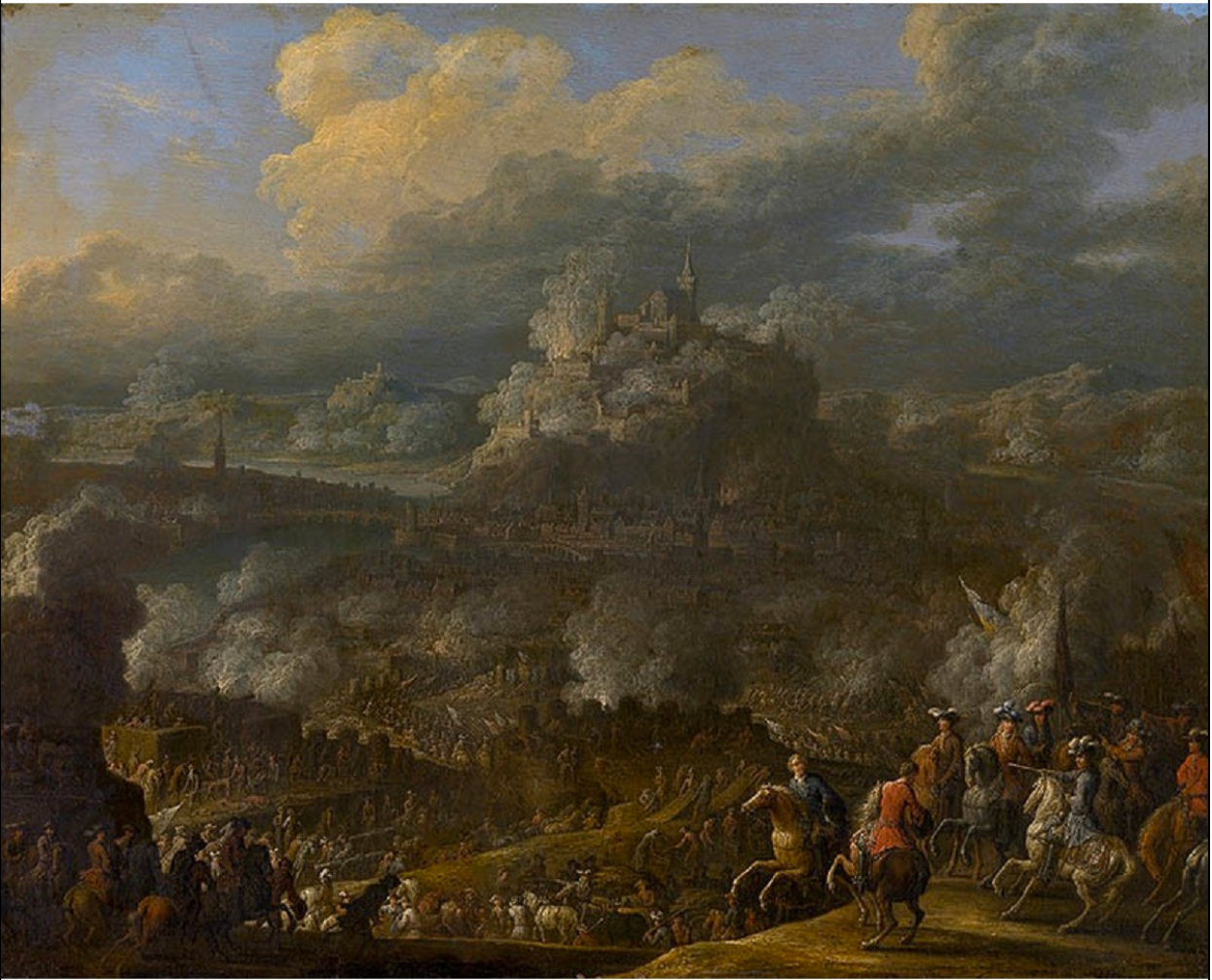
Der flämische Historienmaler Jan Baptist van der Meiren (1664–1736): Die Belagerung von Koblenz

Bei der Belagerung von Koblenz von 1688 handelt es sich um die Belagerung der Stadt im Zuge des Pfälzischen Erbfolgekriegs durch die Truppen König Ludwig XIV. von Frankreich.

## Geschichte
Nachdem die Stadt Koblenz und ihre Festung Ehrenbreitstein im Dreißigjährigen Krieg schon einmal von französischen Truppen belagert und anschließend besetzt worden war, wurde die Stadt ab dem 25. Oktober 1688 erneut durch französische Gruppen angegriffen. Unter dem Befehl des Marschalls Louis-Francois de Boufflers wurde die Stadt elf Tage lang bis zum 4. November 1688 belagert. Dabei entstanden durch den Beschuss der französischen Truppen enorme Schäden. Trotz der starken Zerstörung der Stadt konnte sie nicht eingenommen werden.

## Kriegsschäden
In Folge der Belagerung wurden von den 300 Häusern der Stadt 223 niedergebrannt und 21 zerschlagen. Außerdem wurde der Ort Ehrenbreitstein, genauso wie das von Kurfürst Philipp Christoph von Sötern erbaute Schloss Philippsburg, zerstört. Die von Kaspar von der Leyen aufgebauten Festungsanlage hingegen überstand, abzüglich des Brückenkopfs Lützelkoblenz, dessen Einwohner nach Neuendorf umgesiedelt waren, den Krieg. Die Archivalien der Stadt Koblenz, welche zu dieser Zeit in der Liebfrauenkirche und im Rathaus Koblenz gelagert wurden überstanden den Beschuss durch die französischen Truppen weitgehend unbeschadet.